# Számítógépes grafika

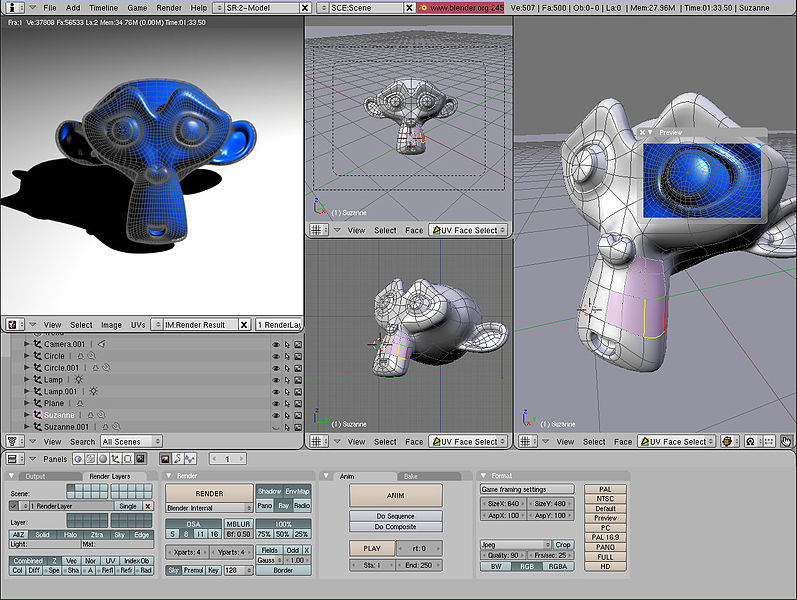
Egy Blender 2.45 screenshot.

Számítógépes grafika

Kezdetben a számítógépekben nem létezett grafikai ábrázolás. Csupán szöveggel fejeztek ki mindent. Előbb létrejöttek az első vonalak, majd a különböző formák, s így megszületett a kétdimenziós ábrázolás.
Egy idő után a számítógépek teljesítményének növekedésével létrejöhetett a háromdimenziós ábrázolás.
A számítógépek grafikai tudásának növekedését legfőképpen az gerjesztette, amiben szükség volt rá: a szórakoztatóiparban. Az első számítógépes játékok hamar elkészültek, ezek még szintén szöveges rendszerrel működtek. Egyre népszerűbbé váltak és az igény is megnőtt, hogy egyre szebb és jobb játékokat készítsenek el egyre kifinomultabb grafikával. Az 1980-as évek a 2D-s grafikai megjelenítés virág kora. Megjelentek az egyre több színben pompázó játékok, majd a 3D-s játékok. Az első ilyen játékot nehéz behatárolni, ennek legfőbb oka, hogy az akkori gépek hardverei még nem voltak képesek valóban 3D-nek nevezhető teret létrehozni. A legismertebb az id Software által 1993-ban létrehozott Doom, majd a Quake illetve a 3D Realms akkor forradalminak számított új játéka, a Duke Nukem 3D.
A számítógépes grafika fejlődése egyre hatalmasabb eszközt adott a filmipar számára is, ahol a 21. századhoz közeledve a CGI-nek elnevezett technológia vált egyre elterjedtebbé. A számítógépes grafikával készített mozgóképet  motion graphics néven ismerik.

## Lásd még
- CGI
- Demoscene
- Bob (informatika)

## Külső hivatkozások
- A videójátékok és animációk története (angolul)
- Számítógépes grafikáról szóló cikkek (angolul)
- A Critical History of Computer Graphics and Animation
- History of Computer Graphics series of articles